# Ryza Cenon

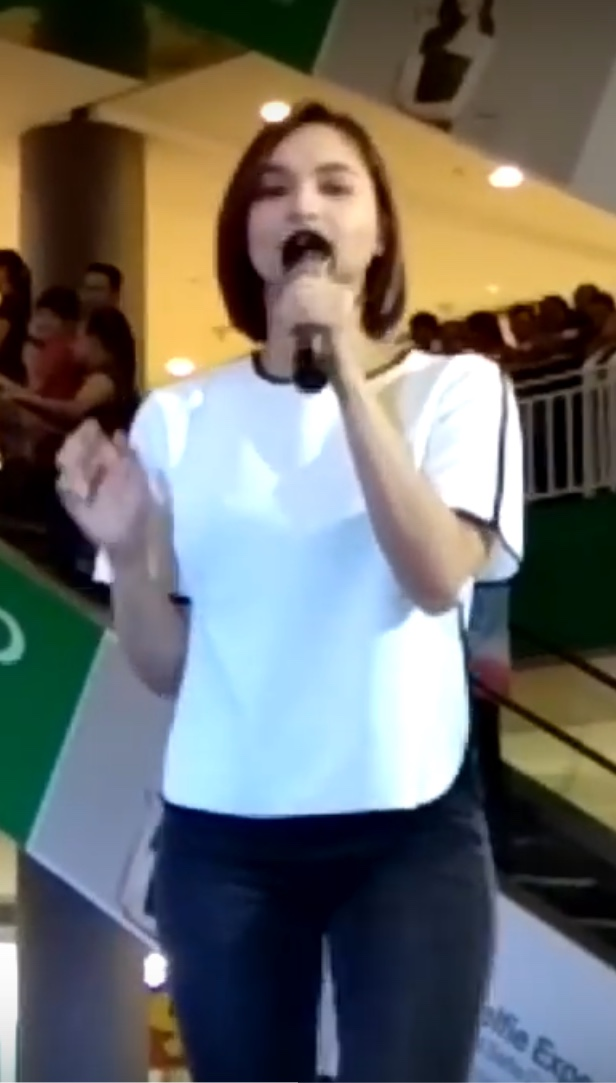
Ryza Cenon, 2017

Rhiza Ann Cenon Simbulan (* 21. Dezember 1987 in Gapan City, Nueva Ecija) ist eine philippinische Schauspielerin.

## Filmografie (Auswahl)

### Fernsehserien
- 2005: Now and Forever: Mukha
- 2005: Darna
- 2005: Baywalk
- 2005/2010: SOP Rules
- 2005/2006: SOP Gigsters
- 2006: Love To Love (2 Folgen)
- 2006: Majika
- 2006: Fantastikids
- 2007: Fantastic Man
- 2008: Joaquin Bordado
- 2008: Gagambino
- 2009: Rosalinda
- 2010: Sine Novela: Gumapang Ka Sa Lusak
- 2010: Langit sa Piling Mo
- 2010: Koreana
- 2010: Bantatay
- 2011: Party Pilipinas
- 2011: I Heart You, Pare!
- 2011: Machete
- 2011: Time of My Life
- 2011–2012: Spooky Nights (2 Folgen)
- 2012: Legacy
- 2012: My Beloved
- 2012: Luna Blanca
- 2012/2013: Aso ni San Roque
- 2012/2013: Sana Ay Ikaw Na Nga
- 2012–2015: Magpakailanman (6 Folgen)
- 2013: Indio
- 2013: Prinsesa ng Buhay Ko
- 2013: Adarna
- 2014: Innamorata
- 2015: Second Chances
- 2015: Kailan Ba Tama ang Mali?
- 2015–2016: Karelasyon (2 Folgen)
- 2015: Imbestigador (Folge: Magkapatid)
- 2015/2016: Buena Familia
- 2016: Sinungaling Mong Puso
- 2016: Ika 6 na Utos

### Filme
- 2005: Lovestruck
- 2006: Puso 3
- 2012: Migrante